# Simon Strakeljahn
Simon Strakeljahn (* 12. Januar 1999 in Georgsmarienhütte) ist ein deutscher Handballspieler, der aktuell für den Drittligisten TSG Altenhagen-Heepen aufläuft.

## Karriere
Strakeljahn wechselte 2013 vom TV Bissendorf-Holte in die Jugendabteilung von LiT Handball NSM (JSG NSM-Nettelstedt). In der A-Jugend schloss er sich 2016 GWD Minden an und wurde bereits in der zweiten Mannschaft eingesetzt, die in der 3. Liga spielte. Nach der Unterzeichnung eines Profivertrages zur Saison 2018/19 gehörte er bis 2021 zum Kader der Bundesliga-Mannschaft. In der Saison 2021/22 lief er für den Zweitligisten TuS Ferndorf auf. Anschließend wechselte er zum TV Großwallstadt. Im Sommer 2024 wechselte er zur TSG Altenhagen-Heepen.